# Bongkaran
Bongkaran is een bestuurslaag in het regentschap Soerabaja van de provincie Oost-Java, Indonesië. Bongkaran telt 8353 inwoners (volkstelling 2010).